# Agonoscena cisti
Agonoscena cisti är en insektsart som först beskrevs av Puton 1882.  Agonoscena cisti ingår i släktet Agonoscena och familjen rundbladloppor. Inga underarter finns listade i Catalogue of Life.